# 凱趣船
凱趣船（Ketch），是一种小型帆船。有两根桅杆，主桅在前，后桅较短，位于舵柱之前，两桅杆均挂纵帆。

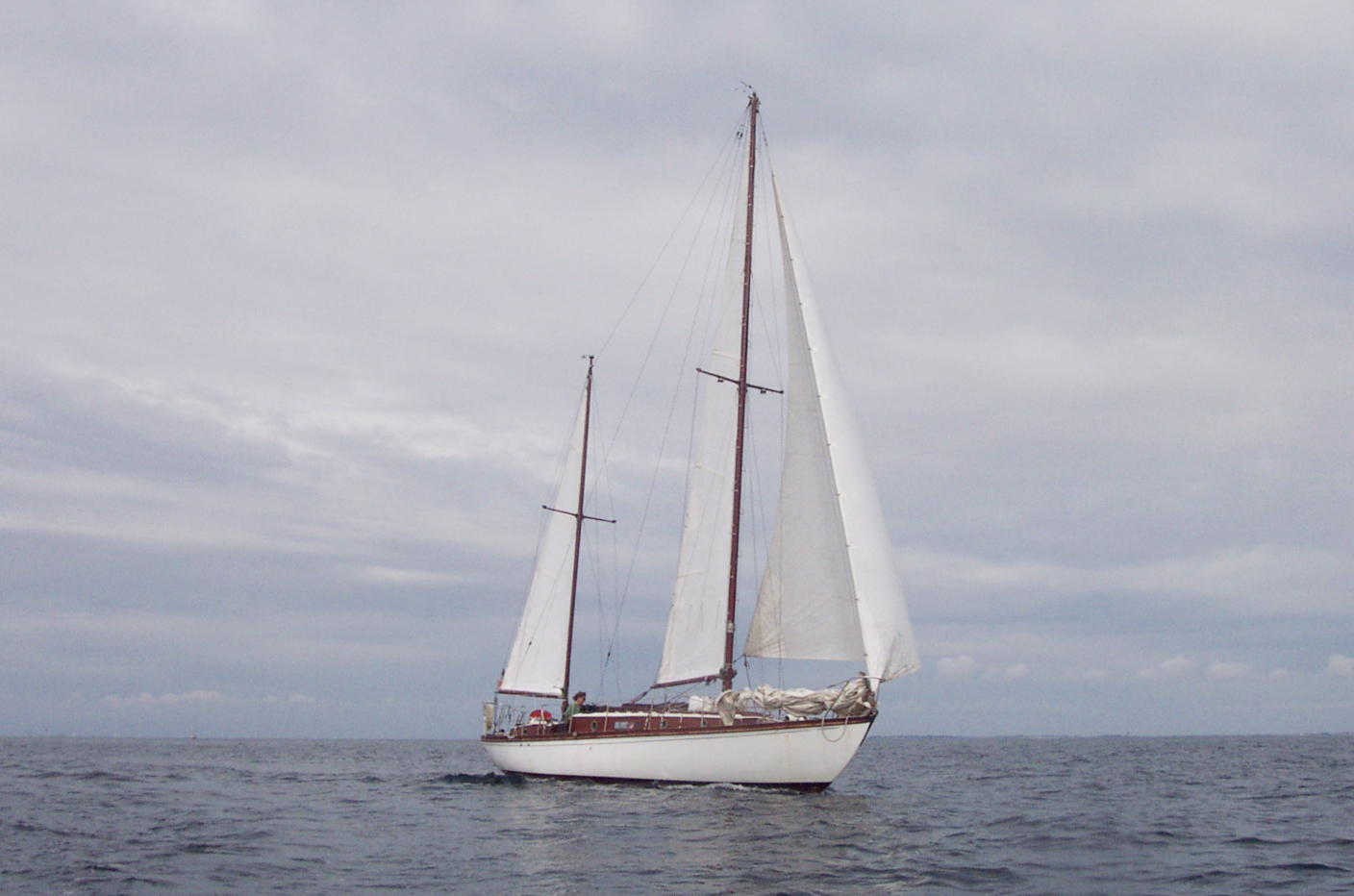
挂百慕大帆的凱趣船

典型的凱趣船帆装，主帆和后帆都是斜桁帆

## 特征
与約爾船（Yawl）相比，凱趣船后桅较大，位于舵柱之前（約爾船的后桅位于舵柱之后）。
与斯庫納船（Schooner）相比，凱趣船主桅在前，后部的桅杆较小（斯庫納船的两桅称为前桅和主桅，且斯庫納船有可能有兩個以上的桅）。
凱趣船两根桅杆均挂纵帆，根据主帆和后帆类型不同能有多种组合和类型，后桅帆也能提供助动力。一般有一到三个船首帆，没有船首帆的称为Cat Ketch或periauger。有时主帆上方还挂一个或多个方帆。另外也可再多加一些支索帆。
凱趣船是适合长距离航行的小型帆船，在北欧很常见。在强风时很容易快速的收起一面帆保持船身平衡。